# Città dei Cesari
La Città dei Cesari, nota anche come Città incantata della Patagonia, Ciudad de los Césares, Elelín, Lin Lin, Trapalanda, Trapananda o Ciudad Vagare, è una mitica città del Sudamerica, che si presume sia ubicata da qualche parte nel Cono Sud (forse in una valle della cordigliera delle Ande o in Patagonia).

## Storia
Nel 1764 apparve un libro, pubblicato in forma anonima, intitolato An Account of the First Settlements, Laws, Forms of Government, and Police, of the Cessares, A People of South America. Questo notevole volume consisteva di nove lettere inviate, tra il settembre 1618 e il giugno 1620, da un certo J. Vander Neck di Salem, Patagonia, al signor Vander See di Amsterdam, in cui veniva descritta una razza leggendaria: il popolo della «Città perduta dei Cesari». Nella prefazione, l'autore cercava di fugare ogni dubbio sulla veridicità dei particolari riportati nel volume:
Sette anni dopo la sua morte, il libro fu definitivamente attribuito a James Burgh, un pedagogista e scrittore scozzese. Le lettere erano state inventate di sana pianta da Burgh e all'epoca avevano ingannato molti, in parte perché la sua finzione era ispirata a una leggenda rimasta viva per secoli nell'immaginario popolare. La Città dei Cesari era una mitica città perduta che si credeva sorgesse su un'isola in mezzo a un lago andino in una regione a sud di Valdivia, in Cile, o da qualche parte in Patagonia. La sua reputazione di luogo d'immense ricchezze la trasformò in un sacro graal dei cacciatori di tesori, dando vita alle stesse ricerche ossessive dell'El Dorado.
Il mito può essere ricollegato al viaggio di Sebastiano Caboto, che attraversò lo stretto di Magellano per raggiungere le Molucche, l'arcipelago indonesiano ricco di spezie. Nel 1528, ispirato dalle voci sulle straordinarie ricchezze di una civiltà nascosta, Caboto inviò una spedizione guidata da uno dei suoi capitani, Francisco César, nel tenebroso e inesplorato interno del continente sudamericano. Il gruppo di uomini si divise in tre colonne per allargare il raggio di ricerca e s'inoltrò nella fitta giungla: di due non si ebbero più notizie, probabilmente perché erano penetrate nel territorio di una tribù ostile. César guidò la terza a nord-ovest in una marcia di tre mesi che coprì oltre 1500 chilometri. Il diario ufficiale della spedizione è andato perduto; tuttavia abbiamo il resoconto di uno spagnolo che trasmise i particolari a uno dei primi storici del Río de la Plata, sostenendo di avere incontrato César in Perù. Secondo la sua versione, probabilmente fantasiosa, César era ritornato carico d'oro, argento e tessuti esotici e aveva parlato di una città nascosta favolosamente ricca. Se il suo racconto era vero, la spiegazione più plausibile era che gli uomini di César si fossero imbattuti in un avamposto dell'impero inca, anche se sembra strano che Caboto avesse deciso di tornare in Spagna anziché organizzare una seconda spedizione verso la città perduta. Questo bastò tuttavia a far nascere la leggenda della Città dei Cesari, e quando, durante il processo contro Caboto a Siviglia (per aver deviato dalla sua missione), si apprese che i suoi uomini avevano visto «grandi ricchezze di oro, argento e pietre preziose», anche se non ne conoscevano l'esatta localizzazione, la storia infiammò l'immaginazione popolare.
La scomparsa di varie spedizioni avventuratesi in quella pericolosa regione nel corso del XVI secolo tingeva di un'aura ancora più misteriosa la storia della Città dei Cesari. Nel 1534 gran parte della spedizione portoghese di Simón de Alcazaba era stata abbandonata nella Patagonia del Sud; nel 1540 i 150 uomini sulla nave ammiraglia del vescovo di Plasencia erano rimasti bloccati nello stretto di Magellano e di loro non si erano più avute notizie. Il resoconto di un membro della missione di Plasencia, riferito al viceré del Perù da Cristóbal Hernández e oggi ritenuto apocrifo, descriveva città lungo un lago a 70 leghe (340 km) da Córdoba e parlava di due sopravvissuti spagnoli che erano stati accolti da una tribù indiana presso la quale erano rimasti fino al 1567, quando si erano trasferiti in una fertile terra dove avevano fondato una città. Questi due uomini furono considerati i fondatori della Città dei Cesari. Il viceré scrisse quindi al re di Spagna per chiedergli di inviare missionari nell'area. La ricerca della città e degli spagnoli perduti fu l'oggetto di numerose e vane spedizioni nel XVII e XVIII secolo, l'ultima delle quali fu organizzata dal governatore del Cile nel 1791. Alla metà del XIX secolo pochi credevano ormai all'esistenza della città, anche se, come per tutte le grandi leggende, il suo richiamo aureo l'avrebbe fatta sopravvivere ancora a lungo.